# Henk van Leeuwen van Oudewater
Hendrik van Leeuwen, ook bekend als Henk van Leeuwen van Oudewater (Ter Aar, 22 januari 1890 – Voorburg (Zuid-Holland), 23 augustus 1972) was een Nederlandse kunstschilder en tekenaar.

## Jeugd en opleiding
'Ja dat is een schilder, zie, zoo moet het zijn.' Deze enthousiast woorden sprak Jan Toorop uit toen hij in 1910 enkele werken van Henk van Leeuwen onder ogen kreeg. Een lange carrière als kunstschilder volgde.
Hendrik van Leeuwen werd geboren in Ter Aar. Hij bracht zijn jeugd door in het dorp Oudewater. Als twaalfjarige jongen maakte hij tekeningen van de omgeving, maar zijn tekentalent vond weinig weerklank bij zijn vader. Van Leeuwen werd daarom eerst huisschilder. Hij raakte bekend met de verschillende soorten pigmenten en leerde de fijne kneepjes van het verf wrijven en vermengen met olie op een marmerplaat.
In 1914 verhuisde Van Leeuwen naar Den Haag. In de hofstad maakte hij kennis met Willem de Zwart, een van de toonaangevende schilders van de Haagse School. Hoewel hij geen leerling van De Zwart werd, ontving Van Leeuwen vele aanwijzingen van zijn oudere collega. Ook De Zwart onderkende zijn talent en probeerde zijn onstuimige schildersdrift in goede banen te leiden. 
In 1916 liet hij zich inschrijven aan de Koninklijke Academie van Beeldende Kunsten (Den Haag).

## Artistieke ontwikkeling
Vanaf 1926 studeerde hij regelmatig in Parijs aan de Académie Julian, de Académie Colarossi en de Académie de la Grande Chaumière. Van Leeuwen woonde in een atelier in Impasse du Rouet in de wijk Montparnasse. Het aan deze academies geldende impressionisme en het luminisme hadden een grote invloed op de kunstschilder.
Het accent in zijn werk verschoof naar het weergeven van het licht en de effecten van het licht. Dit werd bestudeerd door te werken naar de vrije natuur, in het zonlicht. Zijn kleuren werden lichter en vervingen het wat sombere, donkere palet, dat tot dusverre zijn werk gekenmerkt had en dat herinnerde aan het werk van Willem de Zwart.
Zijn verblijf in Parijs en later ook in Bretagne (regio), waar hij samen met Ben Viegers het schilderachtige plaatsje Concarneau bezocht, de Midi en de Rivièra leverde hem tal van onderwerpen, met name het zonnige zuidelijke landschap, die hij in een vlotte toets op het doek zette in een kleurig palet. 'Als volbloed impressionist observeerde hij het licht in alle weersomstandigheden, bij ochtend en avond, onder de noordelijke zowel als onder de zuidelijke zon,' schreef een criticus.

## Tentoonstellingen
Van Leeuwen exposeerde regelmatig in Den Haag, waar hij lid was van de Haagse kunstkring en van Pulchri Studio. Op een expositie van de Federatie van Beeldende Kunstenaars in de Koninklijke Kunstzaal Kleykamp in 1925 werd zijn 'Winter te Veur' aangekocht door Wilhelmina der Nederlanden. Met zijn 'Quai de l'Hotel de Ville' trok hij later wederom de aandacht van de koningin en opnieuw belandde een van zijn doeken in haar kunstverzameling.
Toen Van Leeuwen merkte dat schilderende naamgenoten hun werk voor het zijne lieten doorgaan signeerde hij voortaan met de toevoeging 'v.O.', Henk van Leeuwen van Oudewater.
Hij exposeerde zijn werk ook regelmatig in groepstentoonstellingen. Meer dan eens deelde hij de wanden met schilders als Han van Meegeren, Ben Viegers, Ko Cossaar, Co Breman, Antoon Molkenboer en Jeanne Bieruma Oosting.
In 1959 won Van Leeuwen de Publieksprijs van de Haagse Salon. Het winnen van de Publieksprijs plaatste de schilder weer volop in de belangstelling en resulteerde nog geen twee jaar later in een grote overzichtstentoonstelling in Panorama Mesdag.
Ter gelegenheid van zijn tachtigste verjaardag verschenen in de pers diverse artikelen, waarin de bejaarde meester geducht van zich deed spreken en zich bepaald nog niet afgeschreven voelde.

## Overlijden
Henk van Leeuwen overleed op 23 augustus 1972 in Voorburg.
- Biografisch Portaal: 99797907
- Nederlandse Thesaurus van Auteursnamen: 377287806
- RKD-Nederlands Instituut voor Kunstgeschiedenis: 48955
- Virtual International Authority File: 311817259